# Canciller del Ducado de Lancaster
El canciller del Ducado de Lancaster es un funcionario a cargo formalmente del gobierno y la administración de la corporación denominada Ducado de Lancaster que es uno de los dos ducados de base territorial sobrevivientes.
Mientras que el Ducado de Lancaster pertenece a la Corona, el de Cornualles es asignado al príncipe heredero. 
El propósito de estos ducados es proporcionar una renta al monarca y al primero en su línea de sucesión. Además de una jurisdicción territorial, sobre la cual el monarca tiene ciertas facultades de gobierno, el ducado comprende propiedades ubicadas en distintos puntos del país, incluyendo edificios en el centro de Londres.
El cargo del canciller, por su parte, es utilizado para asignar una posición en el Gabinete del Reino Unido a un dirigente político, casi como lo sería un ministro sin cartera.
Hay un plantel de más de cien empleados dedicado a la gestión del ducado; se calcula que las obligaciones propias del cargo ocupan sólo un día de la semana al canciller, dejando el resto de su tiempo libre para su actividad política (y parlamentaria). El actual canciller del Ducado es Oliver Dowden.